# Stilfehler
Ein Stilfehler ist ein sprachlicher Ausdrucksfehler, der – bei korrekter Grammatik – durch unglückliche Wahl bzw. Verbindung von Wörtern oder Metaphern entsteht und damit entweder einen Pleonasmus oder eine sprachliche bzw. sachliche Inkonsistenz erzeugt. Wenn der Fehler unfreiwillig komisch wirkt, spricht man von einer Stilblüte, wenn er gestelzt oder prätentiös wirkt von einem Manierismus.
Während Rechtschreibfehler die Orthographie und Grammatik- und Syntaxfehler die Strukturregeln der Sprache verletzen, mindern Stilfehler die sprachliche Eleganz.
Beispiele:
- „Der Zahn der Zeit, der schon so manche Träne getrocknet hat, wird auch über diese Wunde Gras wachsen lassen.“ (Inkonsistenz der Metaphern)
- „Das Versehen wird ihn Kopf und Leben kosten.“ (Falsch verwendete Redewendung; richtig: „Kopf und Kragen“)
- „Seit dem 1. August hat er die Leitung der Abteilung übernommen.“ (Fehlerhafte Redundanz; richtig: „Am 1. August …“)
- „Ich sehe mich gezwungen, ihm absagen zu müssen.“ (Pleonasmus)
- „Der Jäger ging in den Wald, um Hasen zu schießen, und traf dort den Lehrer.“ (Missverständliche Assoziation)